# هيرويوكي موريوكا
هيرويوكي موريوكا (باليابانية: 森岡浩之) (2 مارس 1962، كوبه في اليابان)؛ كاتب وروائي ياباني.